# Santa Croce (Venecia)

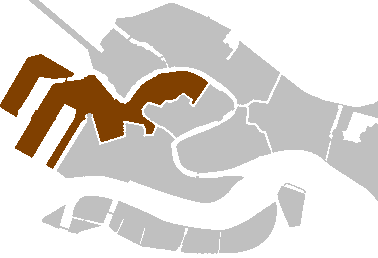
El sestiere de Santa Croce.

Santa Croce (Santa Cruz) es uno de los seis sestieri (barrios) de Venecia.
Como San Polo, este barrio pertenecía a la zona llamada Luprio, donde se encontraban las salinas de los primeros tiempos de la historia de Venecia.
Su nombre hace referencia, evidentemente, al antiguo templo dedicado a la Santa Cruz.

## Geografía
El barrio de Santa Croce limita al sur y al este con el distrito de San Polo, y tiene como límite el río de San Stae, el río Marin y la primera parte del río Della Frescada, hasta la parroquia de San Pantaleón.
Al norte es delimitado por el Gran Canal y está unido a Cannaregio por el puente Degli Scalzi y el puente de la Constitución (también conocido como el Cuarto Puente), obra reciente del arquitecto español Santiago Calatrava.
Si excluimos el área del Tronchetto, de origen reciente, el barrio es el menos extenso de la ciudad.
Es el único barrio que tiene circulación de automóviles, puesto que contiene en Piazzale Roma la estación de autobuses y el aparcamiento de coches que llegan desde Mestre por el puente de la Libertad.

## Historia
El barrio debe su nombre a la Santa Cruz de Jerusalén, a la que se le dedicó una iglesia que fue demolida bajo Napoleón.
Al igual que parte de San Polo, este barrio pertenecía antiguamente a la zona llamada Luprio, donde había numerosas salinas.
Es el barrio que más ha sufrido durante en siglo XX el impacto de la unión viaria entre Venecia y el continente, primero con la realización del puerto marítimo y después con la creación del área de Piazzale Roma, la apertura del Río Novo y la construcción del aparcamiento-isla artificial del Tronchetto. Todo ello, consecuencia directa de la construcción del puente de la Libertad en 1933, que convirtió la parte norte del barrio en la terminal automovilística de los autobuses en la ciudad lagunar.

## Iglesias y monumentos

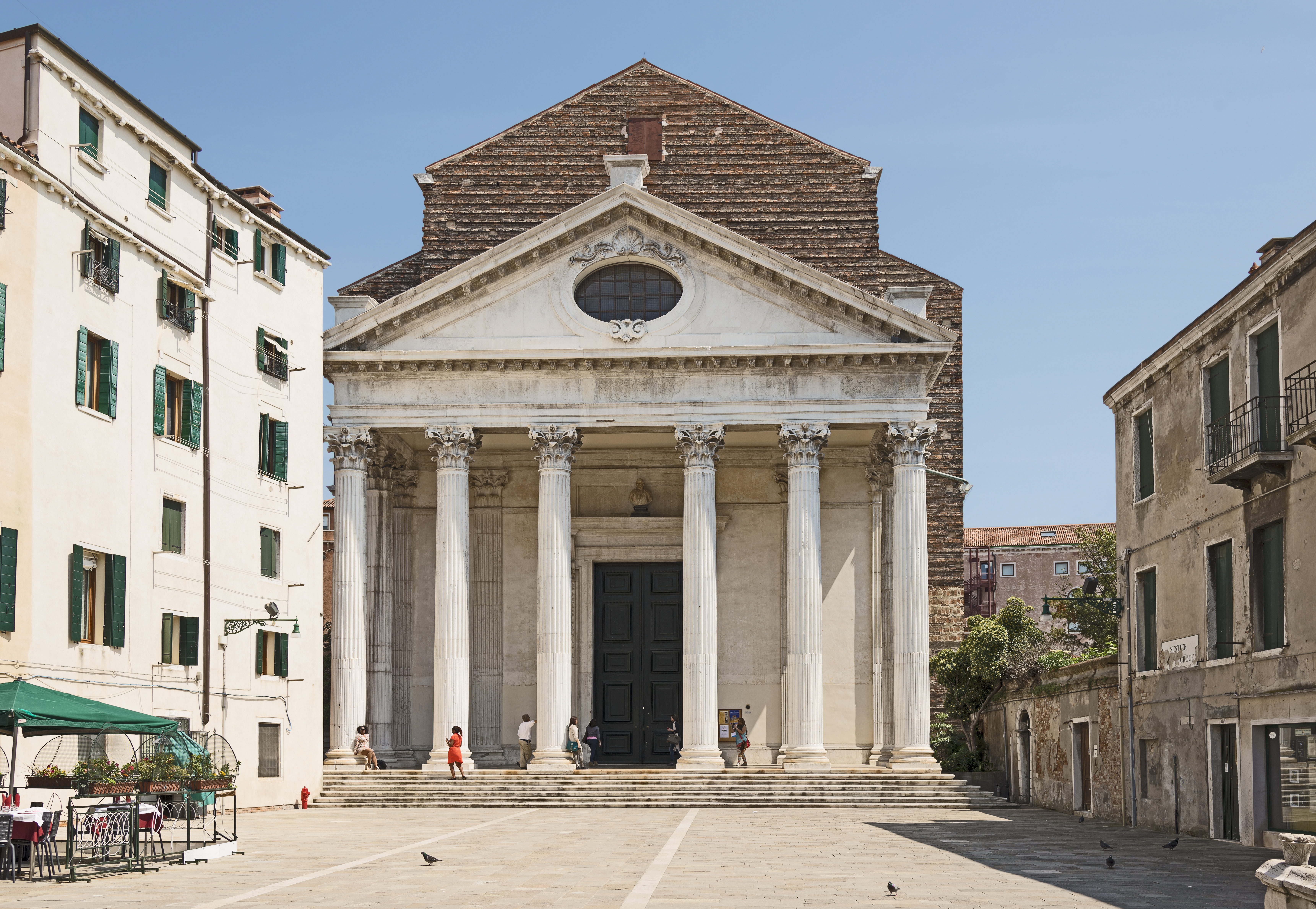
Iglesia de San Nicola de Tolentino (Venecia).

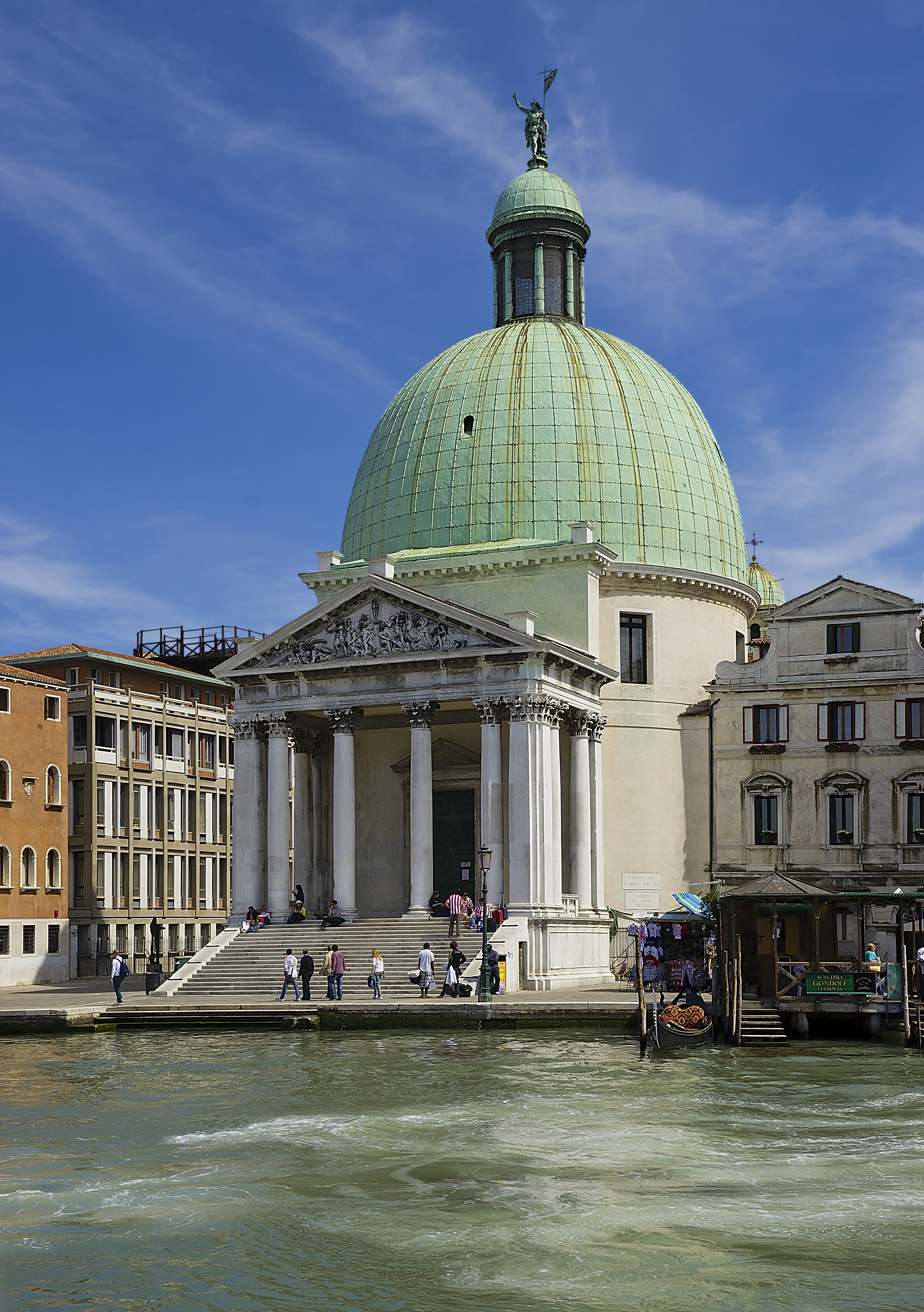
La iglesia de San Simeon Piccolo.

Quizá, debido a su limitada extensión, la zona menos rica en arte de la ciudad, se caracteriza por sus callejuelas.
Entre sus pocas iglesias, son dignas de mención la de San Giacomo dell'Orio, la de San Stae, y el templo de San Nicola de Tolentino. También hay que recordar las dos consagradas a san Simeón: una es la de San Simeon Grando o Profeta, y la otra es la de San Simeon Piccolo. Estos adjetivos se refieren solo al santo a quien se dedican y no tienen ninguna relación con las dimensiones de los respectivos edificios, puesto que en efecto, la iglesia de San Simeon Grando es mucho más pequeña que la monumental de San Simeon Piccolo.
Los edificios más preciados se encuentran a lo largo del Gran Canal. Entre estos destaca por su importancia Ca' Pesaro, que es la sede del Museo de Arte Oriental y de la Galería Internacional de Arte Moderno, donde se exponen obras significativas de grandes autores, como Gustav Klimt, Vasilij Kandinskij y Matisse.
El Fontego dei Turchi era el mercadillo en donde los mercaderes otomanos podían descargar su mercancía en Venecia. Actualmente es la sede del Museo Cívico de Historia Natural, donde se pueden admirar dos esqueletos completos de dinosaurios que fueron encontrados durante una expedición científica financiada por Giancarlo Ligabue.